# R (film)
Pour plus de détails, voir Fiche technique et Distribution.
R est un film danois réalisé par Tobias Lindholm et Michael Noer sorti en 2010. Le film gagna le Robert du meilleur film danois et le Robert du meilleur réalisateur.

## Synopsis
Une immersion sans compromis[pas clair] dans la prison de Horsens, au cœur du Danemark. Rune et Rashid découvrent ce terrible univers, et tentent de s'en sortir.

## Fiche technique
- Titre original : R
- Réalisation : Tobias Lindholm et Michael Noer
- Scénario :    Tobias Lindholm et Michael Noer
- Photographie : Magnus Nordenhof Jønck
- Pays de production :    Danemark
- Lieu de tournage :  Horsens Statsfængsel, Horsens, Jylland,  Danemark
- Société de distribution : KMBO (France)
- Genre : Drame
- Durée : 99 minutes (1 h 39)
- Dates de sortie :
  - Danemark : 22 avril 2010
  - France : 15 janvier 2014

## Distribution
- Pilou Asbæk : Rune
- Dulfi Al-Jabouri : Rashid, compagnon de fourgon de Rune
- Roland Møller : Mureren
- Jacob Gredsted : Carsten, le « vieux »
- Omar Shargawi : Bazhir
- Kim Winther : le gardien Kim
- Jorg Beutnagel : le gardien Bjørn
- Lars Jensen : Ladby